# Зелена Роща (Тверська область)
Зелена Роща (рос. Зелёная роща) — селище в Калязінському районі Тверської області Російської Федерації.
Населення становить 47 осіб. Входить до складу муніципального утворення Нерльське сільське поселення.

## Історія
Від 2005 року входило до складу муніципального утворення Нерльське сільське поселення.

## Населення
| 2008 | 2010 |
| ---- | ---- |
| 51   | ↘47  |